# Egiziani in Italia
Gli egiziani in Italia ammontano a circa 128 095 persone secondo dati ISTAT 2020. Secondo il Ministero egiziano della Manodopera e dell'Emigrazione, nel 2006 c'erano 210 000 egiziani in Italia - il 41% dei 510 000 egiziani in Europa, circa il triplo degli egiziani nel Regno Unito - e l'Italia era il principale paese europeo d'immigrazione egiziana. Inoltre il 68% degli egiziani in Italia vive nella regione Lombardia, dove risiedono 87.262 egiziani, di cui 59.119 nella Città metropolitana di Milano. Milano inoltre rimane il comune con più egiziani in Italia, dove vivono 37.332 egiziani, seguita da Roma (10 637) e Torino (5 070).

## Storia migratoria
La presenza egiziana in Italia risale al Secondo secolo dopo Cristo, con la presenza di banchieri, chirurghi, attori, musicisti, chiromanti, soldati.
Nei tempi moderni, dopo la campagna d'Egitto di Napoleone, i contatti tra l'Egitto e l'Europa sono aumentati di nuovo. Nel 1813, il leader egiziano Mehmet Ali mandò una missione egiziana in Italia per studiare le arti della stampa.
Una comunità di italiani si stabilì inoltre in Egitto nel XIX secolo (italo-egiziani).
Nel XIX e XX secolo, gli espatriati egiziani (accademici e professionisti) hanno preferito muoversi verso le madrepatrie coloniali (Regno Unito e Francia). Anche l'esilio di re Fārūq I d'Egitto dopo la rivoluzione egiziana del 1952 non ha avuto particolari effetti sull'emigrazione egiziana verso l'Italia.
L'Italia, e specialmente Milano, ha iniziato ad attrarre imprenditori e manodopera egiziana nella seconda metà del XX secolo.

## Impiego
Molti Egiziani in Italia sono impiegati nelle industrie alimentari e a Milano sono arrivati a dominare commerci tradizionalmente italiani come pizza e altri prodotti da forno. Altre attività egiziane a Milano includono caffè, ristoranti e macellerie halal.

## Religione
Gli egiziani in Italia sono in maggioranza di fede musulmana. Molti migranti egiziani preferiscono che i loro figli mantengano l'endogamia religiosa.
Più del 27% dei cittadini egiziani in Italia sono cristiani copti, per un totale di circa 25 000 persone, fortemente concentrate nell'area metropolitana di Milano.